# Кинески вртови
Кинески врт је стил пејзажне баште који је еволуирао током више од три хиљаде година. Он обухвата како огромне баште кинеских царева и чланова царске породице, изграђене за задовољство и импресионирање, тако и интимније баште које су креирали научници, песници, бивши владини званичници, војници и трговци, направљене за размишљање и бекство од спољашњег света. Ови вртови стварају идеализован минијатурни пејзаж, који треба да изрази хармонију која треба да постоји између човека и природе.
Уметност кинеске баште интегрише архитектуру, калиграфију и сликарство, скулптуру, књижевност, баштованство и друге уметности. То је модел кинеске естетике, који одражава дубоко филозофско размишљање и трагање за животом кинеског народа. Међу њима, планинско одмаралиште Ченгде и Летња палата, који припадају краљевским вртовима, и неколико класичних вртова Суџоу у провинцији Ђангсу, који припадају приватним вртовима, такође су укључени у Унесков списак светске баштине. Многи суштински елементи се користе у кинеским баштама, а Месечева капија је једна од њих.
Кинеска цивилизација може се пратити уназад до 3000. година пре нове ере, са сменом династија које су том земљом владале, почевши од прве династије Шанг (1766—1126 године пре нове ере) до последње династије Ћинг (1644—1911 године нове ере). Током тог историјског периода настала је вртна уметност у оквиру које је свака династија дала своје карактеристичне варијације. Традиција вртне уметност датира од 2600. година пре нове ере.
Тек у 8. веку Венецијанац Марко Поло је први пут упознао Европу са овом далеком земљом. Међутим његови описи прихватљиви су само делимично јер је претеривао у одушевљењу стварима које је у Кини видео и доживео. Ипак из његових прича Европа је сазнала да су кинези посвећивали посебну пажњу уређењу вртова необичне лепоте.
Први кинески вртови искључиво су служили за гајење лековитих и зачинских бољака, а веома брзо потом, почеле су да се саде и украсни вртови. Нема сачуваних старих кинеских вртова, а о њима се зна из историјских и материјалних извора.
Кинези су први уместо геометријског развили пејзажни стил у вртној уметности. Друго обележје кинеског врта су велике димензије. Неки вртови били су велики и по неколико стотина километара. Тако је цар Ћин Ши Хуанг из династије Ћин (3 век п. н. е.) имао врт који је обухватао тридесет округа, са копијама двораца владара које је победио у рату. Велики освајач Ву Ти из династије Хан (2. век п. н. е) имао је тако велики врт да је на његовом одржавању радило тридесет хиљада робова. Из религиозних и филозофских разлога (конфучијанизам и таоизам) концепција кинеских вртова је била срачуната да остави утисак раја на земљи.

## Стилови Кинеских вртова
Кинески врт је кроз векове формиран у три основна стила:
1. Идиличан стил-обавезно је имао језеро са острвом, рибарском кућом на обали, врбама, чамцима и рибарским мрежама. Требало је да подсећа на рибарско село.
2. Застрашујући стил-обично је то био само део врта који се користио у сумрак када су сенке допуњавале застрашујућу изглед врта. Ту је ишчупано дрвеће поново сађено кореном нагоре.
3. Духовни или духовит стил-имао је необичне (духовите) контрасте облика и боја.

У врту су постојали разни за нас необични архитектонски елементи као што су отворене галерије живих боја покривене лакираним црепом и капије разних облика. Најстарије капије имају осмоугаони облик или кружан (месечена врата). Пажљиво су биране громаде камена за врт. Било је и патуљастог дрвећа одгајеног посебном бонсаи техником гајења биљака. Шетња вртом се готово искључиво обављала чамцима, а много мање стазама између делова врта.

## Историја

### Почеци
Најранији кинески вртови су настали у долини Жуте реке, током Шанг династије (1600–1046. п. н. е.). Ови вртови су били велики затворени паркови где су краљеви и племићи ловили дивљач, или где је узгајано воће и поврће.
Рани натписи из овог периода, исклесани на корњачиним оклопима, имају три кинеска знака за врт, ју, пу и јуен. Ју је био краљевски врт где су држане птице и животиње, док је пу био врт за биљке. Током династије Ћин (221–206. п. н. е.), јуен је постао знак за све баште. Стари знак за јуен је мала слика врта. Он је затворен квадратом који може представљати зид, и има симболе који могу представљати план грађевине, мали квадрат који може представљати рибњак, и симбол за плантажу или стабло нара.
Позната краљевска башта касне династије Шанг била је тераса, рибњак и парк духа (Lingtai, Lingzhao Lingyou). Њу је изградио краљ Венванг западно од свог главног града, Јин. Парк је описан у Класицима поезије. Још један рани краљевски врт био је Шакуи, или Пешчане дине, које је изградио посљедњи Шанг владар, краљ Џоу (1075–1046. п. н. е.). Он се састојао је од земљане терасе, или тај, која је служила као осматрачница у центру великог квадратног парка. Описана је у једном од раних класика кинеске књижевности, Записи о великом историчару (Шиђи).
Према Шиђи, једна од најпознатијих карактеристика овог врта били су Вински базен и шума меса (酒池肉林). Велики базен, довољно велик за неколико мањих бродова, изграђен је код палате, са унутрашњим облогама од полираног камена овалног облика са обала мора. Базен је затим напуњен вином. На средини базена је било изграђено мало острво, на коме је било засађено дрвеће, на чијим гранама су висили ражњићи печеног меса. Краљ Џоу и његови пријатељи и конкубине плутали су у њиховим чамцима, пили вино рукама и јели печено месо са дрвећа. Каснији кинески филозофи и историчари су наводили овај врт као пример декаденције и лошег укуса.
Током Периода пролећа и јесени (722–481. п. н. е.), године 535. п. н. е., Терасу Шангхуа, са раскошно украшеним палатама, саградио је краљ Ђинг из династије Џоу. Године 505. п. н. е., започета још сложенија башта, Тераса Гусу. Налазила се на страни планине и обухватала је низ тераса повезаних галеријама, заједно са језером у којем су пловили бродови у облику плавих змајева. Са највише терасе, поглед се протезао до језера Тај, Великог језера.

## Дизајн класичног врта
Кинески врт није требало да се види одједном; план класичне кинеске баште представљао је посетиоцу низ савршено компонованих и уоквирених погледа пејзажа; поглед на језерце, или на стену, или на гај бамбуса, на дрво које је расцветало, или поглед на далеки планински врх или пагоду. Кинески писац и филозоф из 16. века Ји Ченг је упутио градитеље башта да „сакрију вулгарно и уобичајено докле поглед сеже, и укључе оно одлично и сјајно“.
Неки рани западни посетиоци царских кинеских вртова сматрали су да су хаотични, претрпани зградама у различитим стиловима, без икаквог привидног реда. Али језуитски свештеник Жан Дени Атире, који је живео у Кини од 1739. године и био дворски сликар цара Ћенлонга, приметио је да у кинеском врту постоји „прелеп неред, антисиметрија“. „Човек се диви уметности којом се изводи ова неправилност. Све је у добром укусу, и тако добро сређено, да нема ниједног призора са којег се може видети сва лепота; то се мора видети део по део.”
Кинески класични вртови су се веома разликовали по величини. Највећи врт у Суџоу, Врт скромног администратора, имао је нешто више од десет хектара површине, при чему је једну петину врта заузимало језеро. Међутим они нису морали да буду велики. Ји Ченг је изградио башту за Ву Јоујуа, ризничара Ђинлинга, величине нешто мање од једног хектара, а обилазак баште био је само четири стотине корака од улаза до последње тачке за гледање, али Ву Јоују је рекао да садржи сва чуда покрајине на једном месту.

## Филозофија
Иако је све [у башти] дело човека, мора изгледа да је небески створено...

– Ји Ченг, Јуенју, или Занатство баште (1633)
Кинеска класична башта имала је више функција. Може се користити за банкете, прославе, окупљања или романсе. Може се користити за проналажење самоће и за контемплацију. Било је то мирно место за сликарство, поезију, калиграфију и музику, као и за проучавање класичних текстова. То је било место за испијање чаја и за песнике да се радо опијају вином. Био је то излог за приказ култивације и естетског укуса власника. Али имало је и филозофску поруку.
Таоизам је имао снажан утицај на класичну башту. После династије Хан (206. п. н. е. – 220. године нове ере), баште су се често градиле као склоништа за владине званичнике који су изгубили своја места или који су желели да избегну притиске и корупцију дворског живота у престоници. Они су одлучили да следе таоистичке идеале одвајања од светских брига.
За следбенике таоизма, просветљење се могло постићи контемплацијом о јединству стварања, у коме су ред и хармонија својствени природном свету.
Баште су имале за циљ да изазову идиличан осећај лутања кроз природни пејзаж, да се особа осети ближе древном начину живота, и да цени хармонију између човека и природе.